# Студено-на-Блоках
Студено-на-Блоках (словен. Studeno na Blokah) — поселення в общині Блоке, Регіон Нотрансько-крашка, Словенія. Висота над рівнем моря: 782,7 м.